# Director de operaciones
El director de operaciones o jefe de operaciones  (del inglés chief operating officer o COO) de una empresa es el ejecutivo responsable del control de las actividades diarias de la corporación y de manejo de las operaciones (OM). El jefe de operaciones es uno de los puestos más altos en una organización y reporta directamente al director ejecutivo (CEO) o a la junta de directores de la empresa.